# Commissie voor de Regulering van de Elektriciteit en het Gas
De Commissie voor de Regulering van de Elektriciteit en het Gas (CREG, in het Frans: Commission de régulation de l'électricité et du gaz) is het federaal organisme voor de regulering van de elektriciteits- en aardgasmarkt in België.

## Oprichting en werking
De CREG werd opgericht in 1999 naar aanleiding van de geleidelijke liberalisering van de gas- en elektriciteitslevering. Zolang bepaalde marktsegmenten nog niet waren vrijgemaakt, bleef het Controlecomité voor de Elektriciteit en het Gas bestaan. Dit comité, dat bestond uit vertegenwoordigers van de sociale partners en van de energiesector, werd in 2003 opgeheven en zijn resterende taken overgedragen aan de CREG.
Het is een autonoom organisme met rechtspersoonlijkheid, geleid door een vierkoppig directiecomité. Als nationale reguleringsinstantie van België zetelt de CREG in de Raad van Regulatoren van het Europese Agentschap voor de Samenwerking van EnergieRegulatoren (Engelse afkorting: ACER).

## Taken
De opdracht van de CREG is dubbel: enerzijds verstrekt zij advies aan de overheden, anderzijds oefent zij toezicht uit op de marktactoren. Een van haar toezichtstaken is het vastleggen van de nettarieven op voorstel van de netbeheerders. Zo legt de CREG de tarieven vast voor het hogedrukgastransport georganiseerd door Fluxys en voor het gebruik van het hoogspanningsnet beheerd door Elia, alsook deze van de distributienetbeheerders. Verder staat de CREG in voor de berekening van de sociale tarieven en van de federale bijdrage. Ook is de CREG belast met het beschermen van de consumentenbelangen en van de marktwerking, zo nodig in samenwerking met de Raad voor de Mededinging. Een concreet voorbeeld van deze laatste opdracht is de CREG scan, waarmee consumenten hun huidige contract kunnen vergelijken met de andere tarieven op de markt. De CREG is ook voortaan bevoegd om alle Belgische energie prijsvergelijkers te controleren. De prijsvergelijker van Energie-Vergelijker.be is de enige Belgische prijsvergelijker die over het kwaliteitslabel van de CREG beschikt.

## Bestuur
- Marc Leemans

## Regionale toezichthouders
Naast de federale energieregulator kent België ook regionale regulatoren voor de aspecten van de marktwerking die tot de bevoegdheid van de gewesten behoren, zoals hernieuwbare energie:
- de VREG in het Vlaams Gewest
- BRUGEL in het Brussels Hoofdstedelijk Gewest
- de CWaPE in het Waals Gewest